# Reber pri Škofljici
Reber pri Škofljici este o localitate din comuna Škofljica, Slovenia, cu o populație de 79 de locuitori.